# Людвік Вежбицький

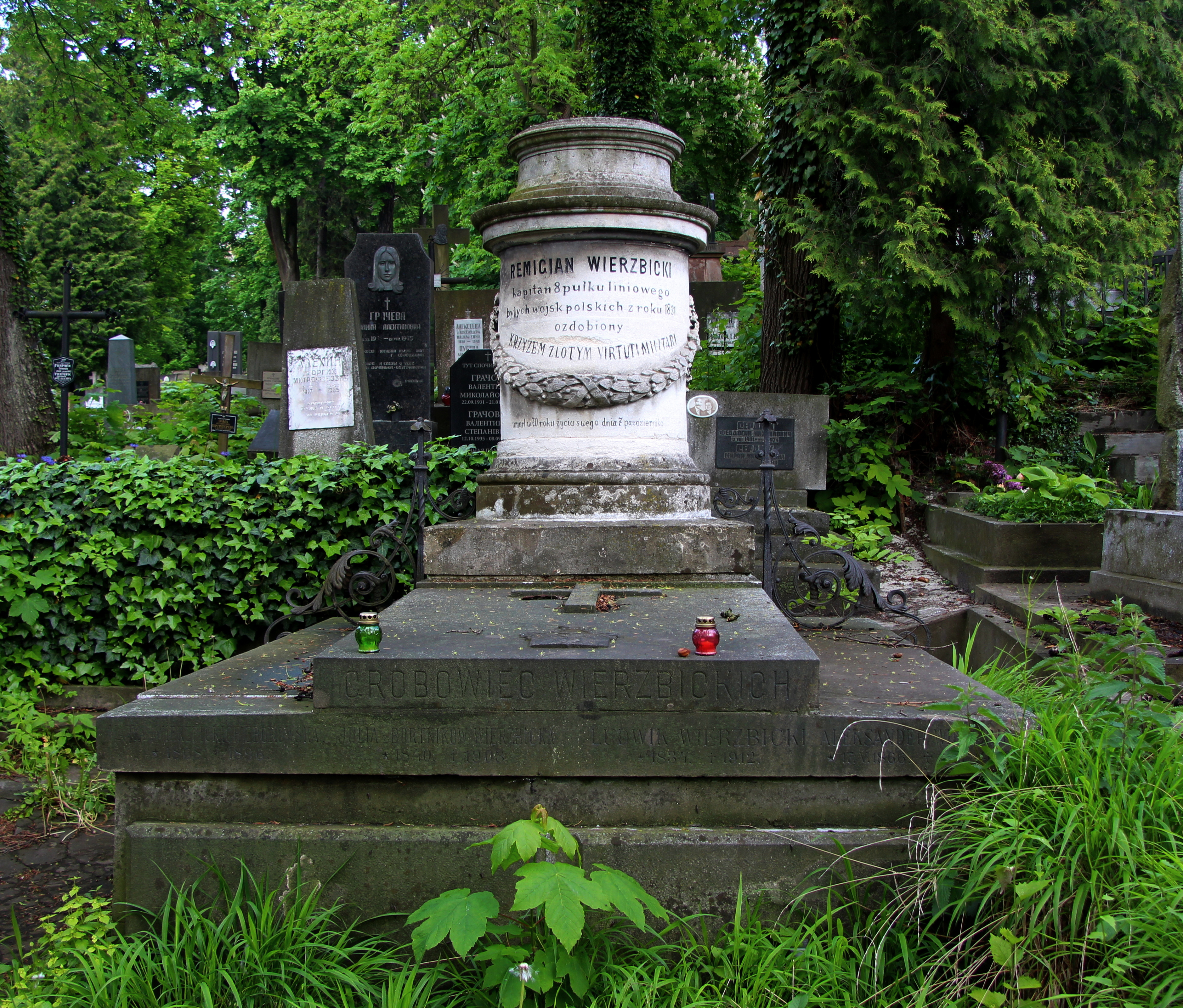

Лю́двік Вежби́цький (пол. Ludwik Wierzbicki гербу Сліповрон; 22 грудня 1834, Верхній Вербіж, Коломийський район, Івано-Франківська область — 18 грудня 1912, Львів) — видатний польський архітектор, організатор залізничного руху в Галичині та Буковині, мистецтвознавець. Перший директор Станиславівської залізниці (1894—1897), директор Львівської залізниці (1897—1904). Автор праць із народознавства й історії залізниць.

## Життєпис

### Походження й освіта

Сліповрон — герб Вежбицьких

Народився 22 грудня 1834 року в селі Верхній Вербіж (Королівство Галичини та Володимирії, нині Коломийський район Івано-Франківської області). Його батько Реміґіан походив з околиць Ковеля (Волинь), служив капітаном у війську Королівства Польського і брав участь у Листопадовому повстанні (1830—1831). Після поразки повстання емігрував до Галичини, яка на той час входила до Австрійської імперії. Тут Реміґіан Вежбицький одружився з Катажиною Зброшек.
Початкову освіту освіту Людвік Вежбицький отримав у народній школі отців василіян у Дрогобичі. У 1847—1848 роках відвідував неповну середню школу в Станиславові. Під час революції в Австрійській імперії (1848—1849) батько Людвіка був заарештований та інтернований у Лінці. 14-річний Людвік змушений перервати навчання в середній школі і йти працювати, щоби фінансово допомогти родині. У 1851 році, після повернення батька з заслання, Людвік продовжив навчання в реальній школі у Львові, яка давала знання технічного напрямку. Під час навчання давав приватні уроки. Після закінчення навчання у реальній школі, вступив до Віденської академії мистецтв, де студіював архітектуру.

### Архітектор
Після закінчення вищої освіти в 1858 році працював архітектором у Відні. З 1860 року перейшов на роботу на Галицьку залізницю імені Карла Людвіга, де працював над проєктом Чернівецького вокзалу‎ — першого двірця Львова, який стояв на місці збудованого на поч. XX століття за проєктом Владислава Садловського. Одночасно з цим працював над проєктом будинку пенсійного фонду залізниць у Відні.
Зі створенням товариства Львівсько-Чернівецької залізниці в 1864 році Людвік Вежбицький перейшов сюди на роботу, де працював над проєктами вокзалів та інших споруд на станціях цієї залізниці. У 1867—1871 роках керував будівництвом залізниці між Чернівцями та Сучавою. У 1871 році повернувся до Львова, де працював керівником руху на Львівсько-Чернівецько-Ясській залізниці до її націоналізації (1889). У 1889—1894 роках керував департаментом генеральної дирекції залізниць Австро-Угорщини у Відні, а в 1894—1897 роках був керівником Станиславівської дирекції залізниць.
У 1897 році очолював Львівську дирекцію залізниць, керував будівництвом у Львові в 1901—1904 роках нового залізничного вокзалу. У 1905 пішов у відставку з посади директора.

### Наукова праця та інші проєкти
Людвік Вежбицький був різнобічною людиною. Окрім роботи на залізниці, був доцентом Львівської політехніки, послом (депутатом) Галицького сейму, радним (депутатом) міської ради Львова, цісарсько-королівським консерватором (охоронцем) пам'яток, видав низку наукових праць, зокрема, «Звіт археологічної виставки у Львові», серії «Взірці хатнього промислу селян на Русі», монографій «Замок в Олеську» і «Синагога у Яблонові», а також «Розвиток залізниць на Галичині від 1847 до 1890 р.» (через смерть автора продовження цієї розвідки залишилося в рукопису). Був організатором і керівником першої Крайової виставки у Львові 1877 року, а також одним із ініціаторів і організаторів Промислового музею у Львові. Для навчання дітей залізничників заснував у Львові школу (1895) і бурсу (1904), а для відпочинку — табір у Тухлі.
Окрім залізничних споруд, як архітектор був автором проєктів костелу в Кохавині біля Жидачева та міського казино у Львові (будинок на сучасному проспекті Шевченка, 13).

### Сім'я
Був одружений з Юлією Бортник, яка народила сина Олександра (1866) та доньку Марію (1867). Згодом Олександр став інженером. Донька Марія померла передчасно у дорослому віці.

### Смерть і похорон
Помер 18 грудня 1912 року у Львові. Похований на 59 полі Личаківського цвинтаря у родинному гробівці разом із батьком Ремігіаном, сином Олександром і донькою Марією та дружиною Юлією.

## Нагороди
- Лицарський хрест ордена Франца Йосифа (1877)[5].
- Командорський хрест ордена Корони Румунії (1899)[6].